# René Eustache d’Osmond
René Eustache d’Osmond, 4. markiz d’Osmond (ur. 17 grudnia 1751 w Fort-Liberté, zm. 22 lutego 1838 w Paryżu) – francuski dyplomata i wojskowy.
Jego ojcem był wojskowy francuski Louis Eustache d’Osmond, 3. markiz d’Osmond (1718–1782).
René Eustache został ministrem pełnomocnym (ministre plénipotentiaire) w Hadze w roku 1789. W roku 1790 mianowany ambasadorem w Petersburgu, by zastąpić hrabiego de Ségur. Zdymisjonowany po próbie ucieczki Ludwika XVI i Marii Antoniny do Varennes. W roku  1792 dołączył do swej rodziny mieszkającej na emigracji w Szwajcarii.
Jego brat biskup zaprzysiężony przez rewolucjonistów Antoine Eustache d’Osmond, spowodował, że skreślono Renégo z listy niebezpiecznych dla Republiki monarchistów-emigrantów i René mógł wrócić do Francji.
Był ambasadorem Francji w Turynie  (1814-1815) i Londynie (listopad 1815-styczeń 1819).